# Odra 1001
Odra 1001 – prototyp lampowego lub lampowo-tranzystorowego komputera z serii Odra, wykonany w Zakładach Elektronicznych Elwro w roku 1960 i uruchomiony w 1961. Konstrukcja komputera oparta była na projekcie przelicznika S-1, opracowanego przez zespół Jerzego Gradowskiego w Zakładzie Aparatów Matematycznych PAN. Bębnowa pamięć operacyjna była modyfikacją pamięci komputera EMAL-2, konstrukcji Romualda Marczyńskiego.
Była pierwszą Odrą, ale nie uzyskała zadowalającej niezawodności i nie weszła do produkcji. Wykonana została tylko w jednym egzemplarzu. Jej rozwinięciem była Odra 1002.

## Dane techniczne
- 18 bitowe słowo maszynowe
- pamięć operacyjna: bębnowa (modyfikacja pamięci komputera EMAL-2)
- pojemność pamięci: 2048 słów maszynowych
- urządzenia we-wy:
  - czytnik taśmy perforowanej
  - dalekopis
- szybkość: 200 dodawań zmiennopozycyjnych na sekundę[3]